# Walki o Wyspę Wężową
Walki o Wyspę Wężową – dwa ataki przeprowadzone na ukraińską Wyspę Wężową podczas inwazji na Ukrainę. Pierwszy przez wojska rosyjskie 24 lutego, a drugi przez wojska ukraińskie w maju i czerwcu 2022 roku, zakończony odzyskaniem wyspy.

## Tło
Wyspa Wężowa jest małą wyspą położoną 50 kilometrów od południowego wybrzeża Ukrainy, na Morzu Czarnym. W sierpniu 2021 roku prezydent Ukrainy Wołodymyr Zełenski zorganizował konferencję prasową na wyspie, podczas której powiedział: „Ta niewielka wyspa, podobnie jak reszta naszego terytorium, jest ziemią ukraińską i będziemy jej bronić z całych sił”.

## Przebieg

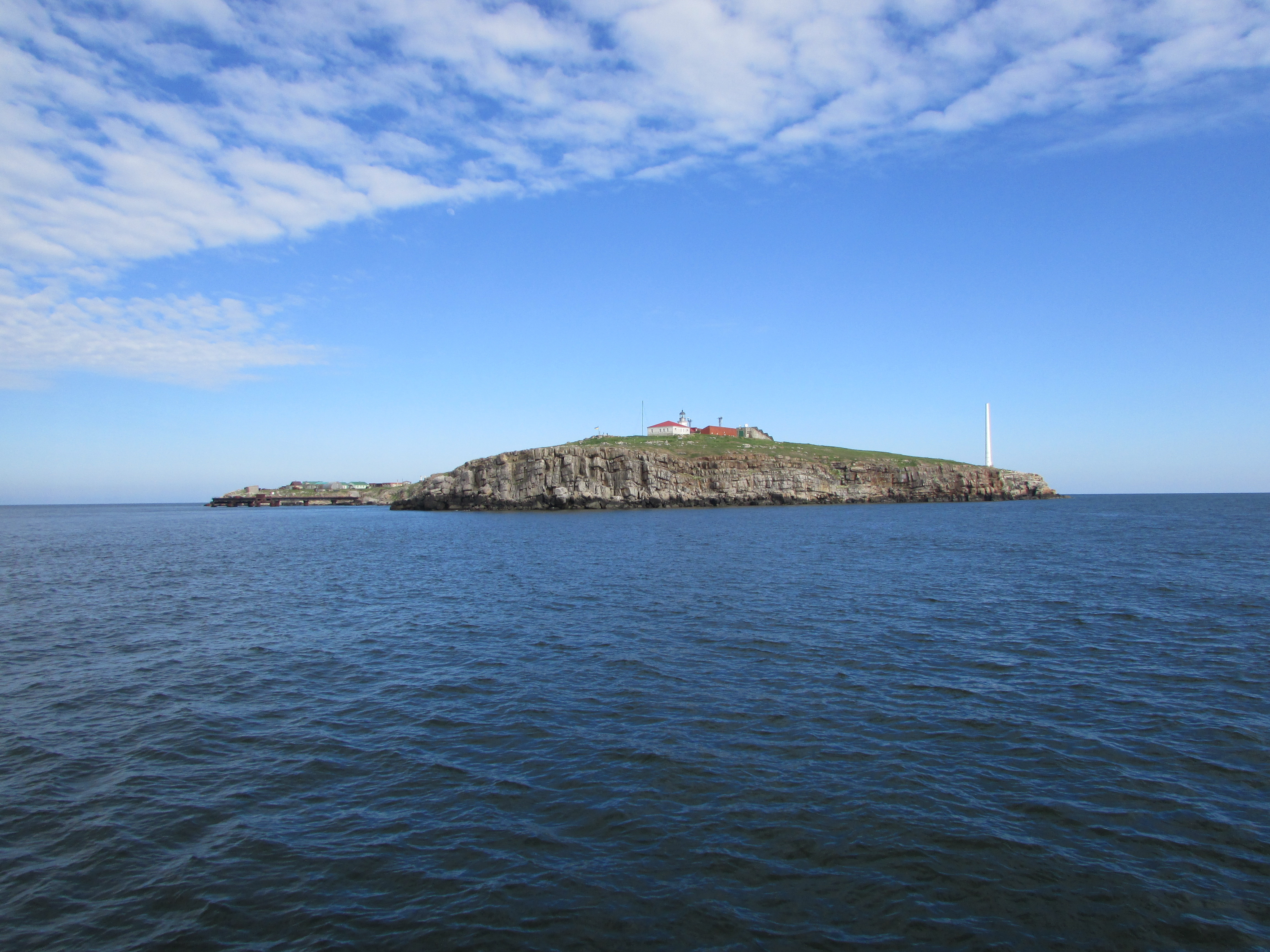
Widok z morza na wyspę Wężową

24 lutego 2022, pierwszego dnia rosyjskiej inwazji na Ukrainę, Państwowa Służba Graniczna Ukrainy ogłosiła około 18:00 czasu lokalnego, że wyspa od wczesnych godzin popołudniowych została zaatakowana przez rosyjskie okręty marynarki wojennej. Krążownik rakietowy „Moskwa” oraz okręt patrolowy „Wasilij Bykow” ze wsparciem śmigłowców szturmowych ostrzeliwały wyspę z dział pokładowych.
Kiedy rosyjski okręt wojenny ujawnił się i nakazano ukraińskim żołnierzom stacjonującym na wyspie poddanie się, ich odpowiedzią było „Русский военный корабль, иди нахуй” (Russkij wojennyj korabl, idi nachuj). Nagranie z wymiany zdań zostało po raz pierwszy udostępnione przez ukraińskiego urzędnika rządowego Antona Heraszczenko, a następnie rozpowszechnione przez „Ukraińską prawdę”.
Jeden ukraiński żołnierz transmitował na żywo moment, w którym rosyjski okręt otworzył ogień.
Późnym wieczorem Państwowa Straż Graniczna poinformowała, że utracono łączność z wyspą.
O północy czasu lokalnego urzędnicy ogłosili, że siły rosyjskie zajęły wyspę po bombardowaniu z morza i powietrza, które zniszczyło całą infrastrukturę na wyspie.
Zgodnie z pierwotnymi doniesieniami strony ukraińskiej, trzynastu strażników granicznych, reprezentujących całość ukraińskiej obecności wojskowej na wyspie, miało zginąć po odmowie poddania się.
25 lutego rosyjskie ministerstwo obrony poinformowało, że na wyspie znajdowało się 82 żołnierzy, którzy poddali się dobrowolnie bez żadnych ofiar śmiertelnych. Zostali następnie ewakuowani do Sewastopola na pokładzie holownika „Szachtior”. 26 lutego wieczorem natomiast „Rossijskaja gazieta” opublikowała wiadomość, że kilkanaście małych jednostek marynarki ukraińskiej zaatakowało rosyjski okręt, który ewakuował ukraińskich pograniczników. Według „RG” akcja ta miała się odbywać przy współdziałaniu statków cywilnych oraz amerykańskich bezzałogowych statków powietrznych.

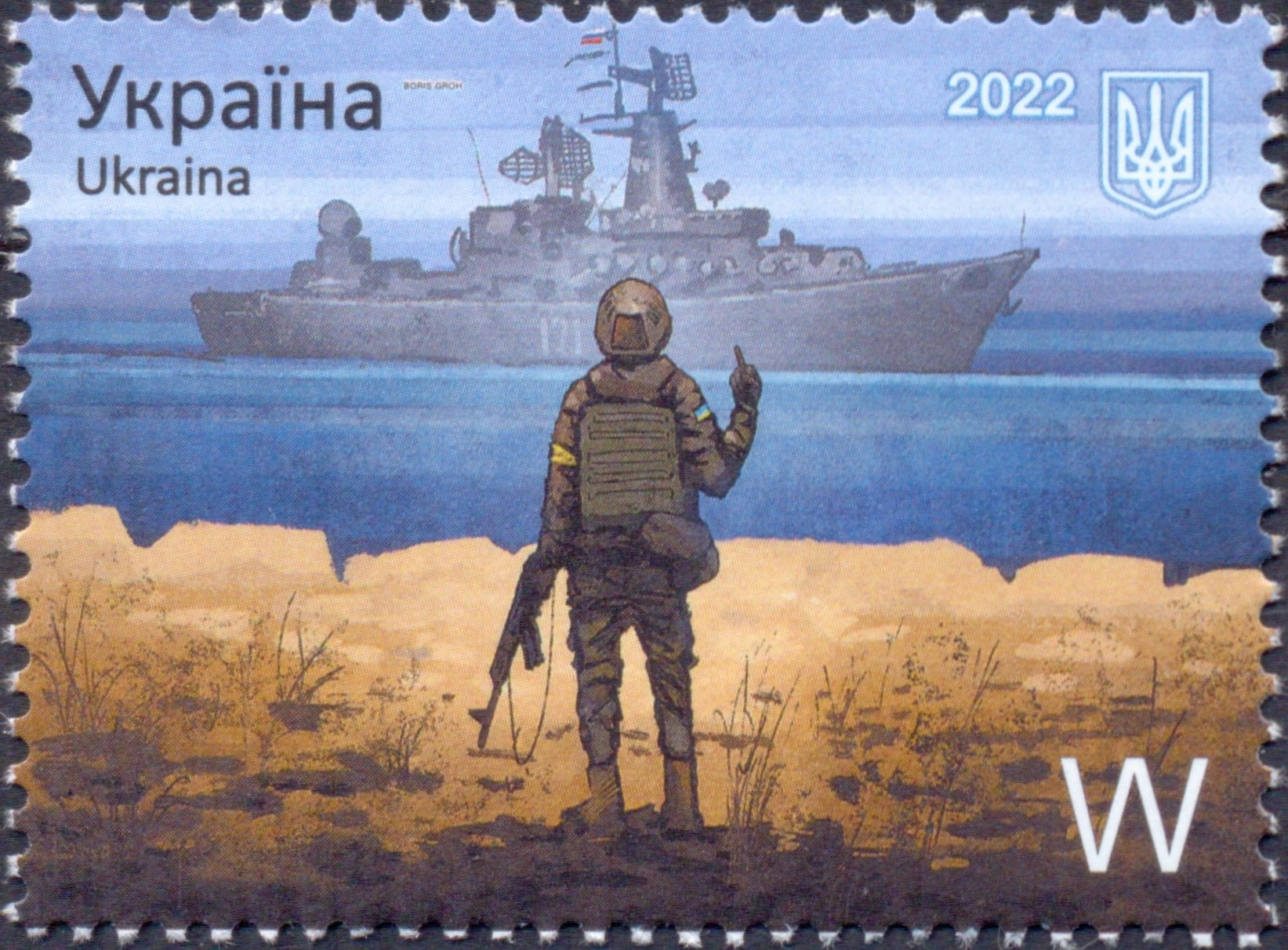
Ukraiński znaczek pocztowy „Rosyjski okręcie wojenny, idź w…!” upamiętniający obronę wyspy, z krążownikiem „Moskwa”

Późniejsze informacje przekazane przez ukraińską marynarkę wojenną potwierdziły, że obrońcy przeżyli, zaś z powodu wyczerpania amunicji i po całkowitym zniszczeniu instalacji na wyspie zostali wzięci do rosyjskiej niewoli. Według relacji, po nalocie lotnictwa rosyjskiego podpłynęły dwa kutry z desantem komandosów rosyjskich morskiego specnazu i nakazali poddanie się pod groźbą kolejnych ataków lotnictwa, co ukraińska załoga uczyniła z powodu braku broni ciężkiej i schronów na wyspie.
24 marca 2022 została dokonana wymiana jeńców. Wśród żołnierzy ukraińskich byli obrońcy z Wyspy Wężowej.

## Reakcja
Odpowiedź ukraińskich strażników granicznych na wezwanie do poddania się stała się okrzykiem mobilizacyjnym dla Ukraińców i ich zwolenników na całym świecie. Porównana została do teksańskiego Remember the Alamo!
Media polskojęzyczne zaczęły nazywać starcie o wyspę „ukraińskimi Termopilami”.
12 kwietnia 2022 roku, w trakcie wojny, Poczta Ukraińska wydała znaczek pocztowy upamiętniający obronę wyspy, ukazujący w tle krążownik „Moskwa” i na pierwszym planie ukraińskiego żołnierza pokazującego mu środkowy palec. Za symboliczne wydarzenie w kontekście odpowiedzi obrońców wyspy uznano następnie trafienie i zatopienie krążownika „Moskwa” 13/14 kwietnia ukraińskimi pociskami przeciwokrętowymi.

## Dalsze walki
Po zdobyciu Wyspy Wężowej Rosjanie umieścili tam placówkę swoich sił zbrojnych. Na początku maja 2022 roku Ukraina przeprowadziła serię ataków lotniczych na budynki i pojazdy wojskowe na wyspie oraz lekkie okręty w jej okolicy. 2 maja bezzałogowce Bayraktar TB2 zatopiły bombami kierowanymi dwa rosyjskie kutry szturmowe projektu 03160 Raptor z komandosami na pokładzie. 7 maja 2022 roku rosyjski kuter desantowy projektu 11770 (typu Serna) z samobieżną wyrzutnią przeciwlotniczą Tor na pokładzie został zniszczony w przystani na wyspie również przez Bayraktara. Zniszczono wtedy też dwa dalsze kutry szturmowe Raptor. Tego dnia Ukraińcy podjęli próbę odbicia wyspy, z wykorzystaniem śmigłowców i kutrów artyleryjskich typu Giurza-M oraz kutra desantowego DSzK-1 „Stanisław”, ale została ona odparta, ponosząc straty. Z kolei w nocy na 8 maja ukraiński Bayraktar zniszczył na wyspie rosyjski śmigłowiec Mi-8AMTSz z 487. pułku, wyładowujący posiłki.
Na podstawie nekrologów ustalono liczbę przynajmniej 17 zabitych w maju na wyspie i w okolicy komandosów rosyjskich, z 388 samodzielnego morskiego pułku rozpoznawczego specjalnego przeznaczenia i 561 Centrum Awaryjno-Ratowniczego Sił Operacji Specjalnych.
Od 19 czerwca 2022 roku wojska Ukrainy rozpoczęły regularne ostrzeliwanie Wyspy Wężowej, z odległości ok. 40 km, za pomocą prototypowej dalekonośnej armatohaubicy samobieżnej 2S22 Bohdana, analogicznej francuskiej CAESAR oraz wyrzutni rakietowej BM-27 Uragan, przetransportowanych na wybrzeże w delcie Dunaju koło miasta Wilkowo. Ostrzał z lądu i nieopłacalność prób utrzymania wyspy spowodowały w końcu jej opuszczenie przez siły rosyjskie. 30 czerwca 2022 roku Ministerstwo Obrony Rosji ogłosiło, że wycofało wojska z wyspy w „geście dobrej woli” po zrealizowaniu celów wojskowych. 7 lipca ukraińskie wojska ponownie obsadziły wyspę.